# Sharon Donnelly
Sharon Donnelly (Toronto, 29 de julho de 1967) é uma ex-triatleta canadense, medalhista de ouro nos Jogos Pan-Americanos de 1999 e integrante da equipe olímpica nos Jogos de 2000, em Sydney.

## Biografia
Donnelly inicialmente praticou natação por sete anos em Scarborough. No ano de 1984, aos 17 anos, deixou de integrar a equipe olímpica e decidiu se concentrar nos estudos universitários; entrou no Colégio Militar Royal, em Ontário, onde foi recrutada em seu terceiro ano para a equipe de triatlo. Em junho de 1999, ganhou a medalha de prata na etapa de Monte Carlo da Copa Mundo; no mês seguinte, venceu os Jogos Pan-Americanos de Winnipeg. Nos anos que prosseguiram, ela conquistou uma medalha de prata na etapa de Toronto da Copa do Mundo (2000), e três medalhas na Copa Pan-Americana, incluindo um ouro em Vitória (2002), e dois bronzes em São Cristóvão e Nevis (2001) e Caledon (2004).
Donnelly venceu o Campeonato Nacional em três ocasiões e integrou a equipe do Canadá nos Jogos da Commonwealth de 2002, em Manchester, onde terminou na quinta posição. Ela também participou dos Jogos Olímpicos de Verão de 2000, em Sydney. No entanto, ela se desenvolveu em um acidente de bicicletas, mas conseguiu terminar a prova na trigésima oitava posição. Na qualificação para os Jogos Olímpicos de Atenas, perdeu a vaga na equipe principal por 22 segundos, obtendo uma vaga como suplente. Aposentou-se no outono de 2004.
Serviu por dez anos nas Forças Canadenses; em 1999, foi nomeada para o Hall da Fama dos Esportes das Forças Canadenses.